# Sołtyków (województwo świętokrzyskie)
Sołtyków – wieś w Polsce położona w województwie świętokrzyskim, w powiecie skarżyskim, w gminie Bliżyn.
W latach 1975–1998 miejscowość administracyjnie należała do województwa kieleckiego.
Sołtyków jest punktem początkowym  czarnego szlaku turystycznego prowadzącego do Bliżyna.
Wierni kościoła rzymskokatolickiego należą do parafii Parafia św. Rocha w Mroczkowie.

## Historia
Wieś w dobrach Chlewiska Marcelego i Zofii Sołtyków herbu własnego nabyte przez nich w roku 1867. (Sołtyków (województwo świętokrzyskie), [w:] Słownik geograficzny Królestwa Polskiego, t. I: Aa – Dereneczna, Warszawa 1880, s. 583.)
Chlewiska  to dawna wieś rodowa Odrowążów Szydłowieckich. 
Sołtyków, wieś powiecie koneckim, gminie Blizin, parafii Odrowąż, odległe od Końskich 20 wiorst w 1882 posiadały 2 domy 21 mieszkańców na 27 morgach ziemi włościańskiej.
Jedynym większym zakładem pracy na terenie sołectwa była cegielnia w Sołtykowie. Założył ją w 1916 Stefan Wielowiejski, a po 1945 została upaństwowiona. Do produkcji wykorzystywano miejscową glinę, z której w piecach węglowych wytwarzano cegłę kratówkę. W 1974 oddano do użytku nową halę z nowoczesną linię produkcyjną i piecami tunelowymi opalanymi gazem, do której w 1979 całkowicie przeniesiono produkcję. W l. dziewięćdziesiątych XX wieku zakład jako jedyny w kraju produkował ekologiczną cegłę klinkierową. W 1999 zakład zamknięto.

## Gagaty Sołtykowskie
Gagaty Sołtykowskie rezerwat powstał dla ochrony przyrody nieożywionej. W rezerwacie chroniony jest między innymi  utrwalony w piaskowcu odcisk, tylnej łapy olbrzymiego dinozaura mięsożernego z wczesnej jury (hetang). Odkryto tutaj także ślady dilofozaurów oraz zauropodów. W opuszczonym kamieniołomie znaleziono unikatowe dla Polski wystąpienia gagatu.